# Micrapoderus
Micrapoderus es un género de coleópteros curculionoideos de la familia Attelabidae. Legalov describió el género en 2003. Habita en India, China y Nepal. Esta es la lista de especies que lo componen:
- Micrapoderus bengalensis Legalov, 2003
- Micrapoderus minutissimus Voss, 1920
- Micrapoderus staudingeri Voss, 1920
- Micrapoderus uttaranchalensis Legalov, 2007
- Micrapoderus yunpinensis Legalov, 2003